# Molí del Castell (les Pallargues)
El Molí del Castell és un edifici de les Pallargues, al municipi dels Plans de Sió (Segarra) que forma part de l'Inventari del Patrimoni Arquitectònic de Catalunya.

## Descripció
És un molí actualment en ruïnes de planta quadrada, situat al costat dret del riu. La part baixa, la més antiga, presenta els murs realitzats amb carreus regulars de grans dimensions, mentre que la part superior, fruit d'una reforma posterior, està realitzada amb tàpia. A la part del darrere del molí es conserva el cacau del molí, davant del que antigament era la bassa, realitzat també amb grans carreus de pedra treballats.